# Taishu Sato
Taishu Sato (n. 20 octombrie 1993, Aomori, Japonia) este un sportiv ce a reprezentat Japonia, medaliat olimpic. A participat la o ediție a Jocurilor Olimpice (2024) în care a câștigat o medalie de argint.

## Participări
Lista de mai jos prezintă principalele competiții la care a participat Taishu Sato de-a lungul carierei.
- Pentatlon modern la Jocurile Olimpice de vară din 2024 - masculin